# Vidoll

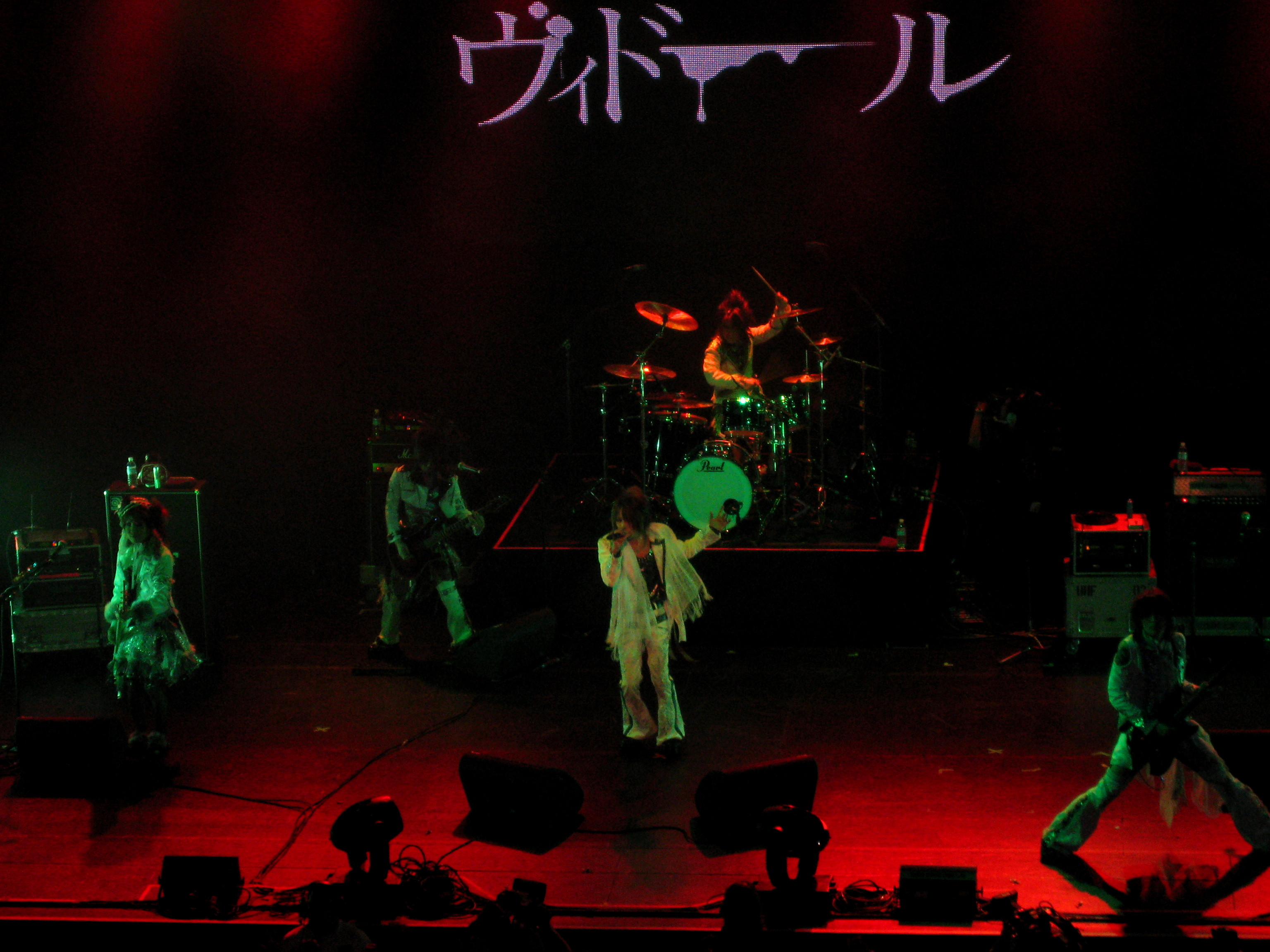
Vidoll 2007.

Vidoll var ett Japanskt Visual Kei band som mot slutet bestod av 5 medlemmar:
- Jui (ジュイ) – Sång
- Shun (シュン) – Gitarr
- Giru (ギル) – Gitarr
- Rame (ラメ) – Bas
- Tero (テロ) – Trummor

18 januari 2011 splittrades bandet, efter att ha varit aktiva sedan år 2002. Sångaren, Jui, berättade då också att han påbörjat ett soloalbum.

## Före detta medlemmar
- Ayano – Gitarr (2002–2003)
- Yukine - Gitarr (Left on June 26, 2005)
- Hide - Gitarr (2003–2005)